# Đoan Khác Hoàng quý phi
Đoan Khác Hoàng quý phi (chữ Hán: 端恪皇貴妃; 1844 - 1910), Đông Giai thị, là một phi tần của Thanh Văn Tông Hàm Phong Hoàng đế.

## Thân thế

### Dòng dõi đại tông
Đoan Khác Hoàng quý phi sinh ngày 24 tháng 10 (âm lịch) năm Đạo Quang năm thứ 24 (1844), xuất thân từ Mãn Châu Tương Hoàng kỳ Đông Giai thị. Đây là một thế gia thời nhà Thanh, hậu duệ của Đông Quốc Cương (佟國綱).
Đông Quốc Cương là con trai thứ hai của Đông Đồ Lại (佟圖賴), anh của Đông Quốc Duy (佟國維) - cha đẻ của Hiếu Ý Nhân Hoàng hậu, do là vai lớn nên Quốc Cương tập tước [Nhất đẳng Công; 一等公] từ cha, là Thanh sơ trứ danh Cựu huân thế gia. Theo đó, Hiếu Khang Chương Hoàng hậu là chị em ruột của Đông Quốc Cương, Hiếu Ý Nhân Hoàng hậu cùng Khác Huệ Hoàng quý phi đều là chất nữ của Quốc Cương, đến cả Hiếu Thận Thành Hoàng hậu cũng là hậu duệ một chi của Quốc Cương, ta có thể hình dung gia thế cực lớn của một chi hậu duệ Đông Quốc Cương, vượt lên hơn hẳn dòng dõi bình thường.
Dòng dõi của Đoan Khác Hoàng quý phi, so với nhiều hậu phi khác cũng thật sự hiển hách, vì bà là dòng dõi đại tông (con cả thừa tước) chứ không bị phân nhánh trong dòng dõi lớn (như Hiếu Trinh Hiển Hoàng hậu là trường hợp điển hình). Hậu duệ đại tông của Đông Quốc Cương thế tập Nhất đẳng Công truyền đời, Quốc Cương truyền cho con là Khoa Đại (夸岱), Khoa Đại truyền cho Nạp Mục Đồ (納穆圖), Nạp Mục Đồ truyền Tự Tồn (嗣存), và Tự Tồn truyền cho Thư Minh A (舒明阿), cha ruột của Hiếu Thận Thành Hoàng hậu. Thư Minh A chính là tổ phụ của Đoan Khác Hoàng quý phi.

### Gia thế hiển hách
Con trai cả của Thư Minh A là Đại học sĩ Dụ Thành (裕誠), kế thừa Nhất đẳng Công, tiếp nối dòng đại tông. Cha của Đoan Khác Hoàng quý phi là Dụ Tường (裕祥), con trai thứ ba của Thư Minh A, nhậm Đầu đẳng Thị vệ. Không rõ mẹ đẻ của Đoan Khác Hoàng quý phi, bà có hai người anh em, một tên Phong Lâm (豐林), làm đến Viên ngoại lang, người kia là Tung Lâm (嵩林) làm đến Ngự sử.
Thuận tiện nói đến, con trai thứ hai của Thư Minh A là Dụ Khoan (裕寬), nhậm [Thừa ân Hầu; 承恩侯] do Hiếu Thận Thành Hoàng hậu mang lại, nhậm "Tán trật Đại thần" (散秩大臣); con trai thứ 4 là Dụ Thụy (裕瑞), nhậm "Tuy Viễn thành Tướng quân" (綏遠城將軍) và con út Dụ Bảo (裕保) làm đến Ngự sử. Ngoài năm con trai, Thư Minh A có ít nhất hai con gái, ngoại trừ Hiếu Thận Thành Hoàng hậu thì người kia là Đích Phúc tấn của Thuần vương phủ Trấn quốc công Dịch Lương (奕粱). Xét theo vai vế, Hiếu Thận Thành Hoàng hậu và Đoan Khác Hoàng quý phi là quan hệ 「Cô tố bà; 姑做婆」, chẳng qua lúc Đoan Khác Hoàng quý phi vào cung, thì Hiếu Thận Thành Hoàng hậu đã qua đời.
Mặt khác, thân thuộc của Đoan Khác Hoàng quý phi không ít lần cùng Hoàng gia liên hôn, mối liên hệ chằn chịt. Ví dụ đường huynh thừa kế Tam đẳng Công Khôn Lâm (堃林), cưới con gái thứ năm của Đôn Cần Thân vương Dịch Thông - em trai của Hàm Phong Đế. Bà còn có vài vị đường tỷ muội, phân biệt làm phu nhân của Lý vương phủ Trấn quốc công Phổ Mậu (溥楙), Trịnh vương phủ Phụ quốc Tướng quân Khoan Lược (寬略) và Duệ vương phủ Trấn quốc Tướng quân Nhạc Thọ (岳壽), tất cả đều là Vương phủ đại tông hậu duệ, địa vị quả thực không tầm thường.

## Đại Thanh tần phi
Hiện tại xác định năm Hàm Phong thứ 8 (1858), ngày 25 tháng 3 (âm lịch) là thời điểm mà Đông Giai thị tiến cung, cùng lúc đó là Ngọc Quý nhân Na Lạp thị, đưa từ nhà mẹ đẻ trực tiếp vào Viên Minh Viên.
Căn cứ lý lẽ của học giả Vương Bội Hoàn (王佩環) dựa vào hồ sơ Thanh triều, Đông Giai thị cùng Na Lạp thị là trường hợp "không qua tuyển tú mà nhập cung", trường hợp hiếm hoi, dần về sau trở thành một điều khẳng định. Tuy vậy, xét vào năm Hàm Phong thứ 2 là lần đầu tuyển tú, thì cư theo lệ tính toán 3 năm tuyển tú một lần, năm Hàm Phong thứ 5 là đợt thứ 2 và sang năm Hàm Phong thứ 8 là đợt thứ 3 rồi, hoàn toàn phù hợp thời gian tuyển tú. Một điều nữa, theo lệ Tuyển tú của Thanh triều, tất cả như nhau diễn ra vào đầu năm ấy, Tú nữ trúng tuyển rồi cũng không lập tức tiến cung. Lấy ví dụ đợt tuyển tú năm Hàm Phong thứ 2, đại khái ở tháng 2 lựa chọn Tú nữ, sang tháng 4 và tháng 5 mới bắt đầu tiến hành đưa vào cung. Tuy vậy, do vấn đề hồ sơ thiếu thốn, cũng không có khẳng định gì vào năm Hàm Phong thứ 8 có từng tổ chức tuyển Tú nữ hay không.
Cùng năm đó, Đông Giai thị nhập cung liền được sách phong thẳng lên Kỳ tần (祺嬪), không qua bậc Quý nhân, mà trong triều Hàm Phong chỉ có duy nhất hai trường hợp sơ phong đã là Tần, ngoài Đông Giai thị thì người kia chính là Hiếu Trinh Hiển hoàng hậu. Phong hiệu "Kỳ", căn cứ Hồng xưng thông dụng (鴻稱通用) của Nội vụ phủ ghi lại, có Mãn văn là 「Fengšen」, ý là "Phúc phận", "Phúc lợi". Sang ngày 24 tháng 12 (âm lịch) cùng năm, chính thức hành lễ tấn phong Tần vị, cư ngụ Thừa Càn cung (承乾宮).
Sách văn phong Tần, viết:
| “                                         | 朕惟依椒掖以襄勤。端惟淑德。启芝函而锡命。渥沛荣施。象服允宜。龙章聿贲。尔佟佳氏、秉心维粹。率礼无违。彤管流徽。夙著女之望。紫庭备位。爱资妇职之修。兹册尔为祺嫔。尔其备著芳规。矢恪恭于罔懈。式膺茂典。歌福履之永绥。钦哉。 . Trẫm duy y tiêu dịch dĩ tương cần. Đoan duy thục đức. Khải chi hàm nhi tích mệnh. Ác phái vinh thi. Tượng phục duẫn nghi. Long chương duật bí. Nhĩ Đông Giai thị, bỉnh tâm duy túy. Suất lễ vô vi. Đồng quản lưu huy. Túc trứ nữ chi vọng. Tử đình bị vị. Ái tư phụ chức chi tu. Tư sách nhĩ vi Kỳ tần. Nhĩ kỳ bị trứ phương quy. Thỉ khác cung vu võng giải. Thức ưng mậu điển. Ca phúc lí chi vĩnh tuy. Khâm tai. | ” |
| — Sách văn tấn phong Kỳ tần Đông Giai thị | |   |

Năm Hàm Phong thứ 11 (1861), tháng 7, Hàm Phong Đế băng hà, Đồng Trị Đế nối ngôi. Ngày 10 tháng 10 (âm lịch) cùng năm, tấn tôn Kỳ phi (祺妃). Năm Đồng Trị thứ 13 (1874), ngày 16 tháng 11 (âm lịch), Quang Tự Đế phụng Lưỡng cung Hoàng thái hậu ý chỉ, tấn tôn Kỳ phi Đông Giai thị làm Kỳ Quý phi (祺贵妃).
Năm Quang Tự thứ 34 (1908), ngày 18 tháng 11 (âm lịch), Tuyên Thống Đế tấn tôn Văn Tông Kỳ Quý phi Đông Giai thị lên làm Kỳ Hoàng quý thái phi (祺皇贵太妃).
Năm Tuyên Thống thứ 2 (1910), ngày 28 tháng 3 (âm lịch), Kỳ Hoàng quý thái phi Đông Giai thị qua đời, hưởng thọ 67 tuổi, sang tháng 5 dâng tôn thụy hiệu là Đoan Khác Hoàng quý phi (端恪皇貴妃). Sang năm sau (1911), ngày 21 tháng 9 (âm lịch), đưa Kim quan của Hoàng quý phi nhập Phi viên tẩm của Định lăng (定陵).